# Deutsche Telekom MMS
Die Deutsche Telekom MMS GmbH (kurz: Telekom MMS) ist ein Digital-Dienstleister, der sich als Begleiter von Großkonzernen und mittelständischen Unternehmen bei der digitalen Transformation versteht. Das Unternehmen beschäftigt rund 2.150 Mitarbeiter. Sie entwickeln Geschäftsmodelle für digitale Erlebnisse. Telekom MMS bietet ein dynamisches Web- und Application-Management und unterhält ein hauseigenes akkreditiertes Test-Center für Softwarequalität, Barrierefreiheit und IT-Sicherheit.
Das Unternehmen gehört zum Konzern Deutsche Telekom AG und tritt ebenfalls mit dem T-Logo auf. Telekom MMS hat zehn Standorte, in Dresden, Leipzig, Jena, Berlin, Rostock, München, Stuttgart, Bonn, Hamburg und Mannheim.

## Geschichte
Das Unternehmen wurde 1995 unter dem Namen „Multimedia Software GmbH Dresden“ als Tochterunternehmen der Deutschen Telekom gegründet. Zielsetzung war es, Lösungen für das interaktive Fernsehen zu entwickeln. Neben CD-ROMs und Kiosksystemen für Unternehmen kamen später Multimedia-Anwendungen rund um das Internet und E-Commerce hinzu.
2002 erfolgte die Umfirmierung in „T-Systems Multimedia Solutions GmbH“ als hundertprozentige Tochter der T-Systems International GmbH, die 2000 gegründet wurde und damals die bisherigen Tochtergesellschaften der Telekom DeTeSystems, DeTeCSM, Detecon, T-Data, T-Nova, die Konzernbereiche Datenkommunikation und Media Broadcast sowie das von Daimler erworbene debis Systemhaus zusammenfasste.
Im März 2023 ging das Unternehmen zurück an die Deutsche Telekom AG und firmiert nun unter Deutsche Telekom MMS GmbH. Dadurch rückt das Unternehmen näher an die mittelständischen Geschäftskunden der Telekom Deutschland heran und kann den Konzern auf dem Weg zur „Leading Digital Telko“ unterstützen.

## Geschäftstätigkeit
Inzwischen realisiert das Unternehmen Lösungen für Kunden aus unterschiedlichen Branchen. Schwerpunkte liegen nach eigenen Angaben in den Bereichen Digital Commerce, Websites, Intranet, Marketing, Big Data, Künstliche Intelligenz, Mobile Solutions, Retail, Security und Industrie 4.0. Das Leistungsangebot reicht von Consulting und Projektmanagement über Content-, Test- und Support-Services bis zur Entwicklung von Software. Dazu zählen Web- und Applikations-Management und das Test and Integration Center für Softwarequalität, Barrierefreiheit und IT-Sicherheit.
Indem T-Systems MMS eine Künstliche Intelligenz mit einer weiblichen Gesangsstimme trainierte, war das Unternehmen 2022 maßgeblich an der weltweit ersten KI-Oper chasing waterfalls beteiligt, die in der Semperoper Dresden aufgeführt wurde.

## Geschäftsleitung
Die Geschäftsführung besteht aus einer Doppelspitze: Ralf Pechmann, mit Hauptverantwortung im Bereich Vertrieb, Marketing, Kunden und Peter Rutz als kaufmännischer Leiter des Unternehmens. Ehemalige Geschäftsführer sind:
- Friedhelm Theis (1995–1998)
- Joachim Niemeier (1995–2005)
- Klaus Radermacher (1999–2002 und 2005–2007)
- Jens Nebendahl (2007–2013)
- Helmut Binder (2007–2008)
- Rolf Werner (2013–2015)[11]
- Peter Klingenburg (2006–2018)[12]
- Susanne Heger (2013–2019)[13]
- Sven Erdmann (2019–2020)
- Marcus Gaube (2020–2024)

## Initiativen und Auszeichnungen
Im Jahr 2005 initiierte das Unternehmen das Dresdner Zukunftsforum zum Thema „Arbeiten und Leben in der digitalen Welt“, das seither fünfmal stattgefunden hat.
2007 war T-Systems Multimedia Solutions Mitgründer des „Arbeitskreises Software“ des Branchenverbandes Silicon Saxony.
Von 2009 bis 2017 veranstaltete das Unternehmen jährlich einen „Hacker Day“. Ein Schwerpunktthema war ab 2012 die Barrierefreiheit in der IT.
2015 startete der jährliche Dev Day als eine Idee der Software Engineering Community (SECO) der T-Systems MMS, um mit einer IT-Konferenz in Dresden einen Wissensaustausch über die Unternehmensgrenzen hinweg zu ermöglichen. Schnell verbreiterte sich auch der Fokus der Community, sodass nicht nur Softwarearchitektur-Themen eine Rolle spielten, sondern die Community und der Dev Day rasch Anlaufstelle für jegliche Experten rund um Softwarearchitektur- und Softwareentwicklungsthemen wurden.
2018 schloss T-Systems MMS einen Kooperationsvertrag mit dem Smart Systems Hub und ist seitdem einer der strategischen Partner. Mit dem Ziel, die reale und die digitale Welt zu vernetzen, ermöglicht der Smart Systems Hub den Zugang zu zukunftsweisenden Technologien, vernetzt relevante Partner und entwickelt Lösungen basierend auf den Möglichkeiten, die das Internet der Dinge bietet. Der Hub ist einer von 12 Digital Innovation Hubs in Deutschland innerhalb der de:hub-Initiative des Bundesministeriums für Wirtschaft und Klimaschutz (BMWK).
Im Jahr 2006 war T-Systems Multimedia Solutions sowohl Preisträger des Ludwig-Erhard-Preises in der Kategorie „Mittlere Unternehmen“, als auch des vom European Foundation for Quality Management (EFQM) verliehenen Europäischen Qualitätspreises. Die Ehrung seitens der EFQM erfolgte für besondere Mitarbeiterorientierung in der Kategorie „People Development and Involvement“. Bereits im Vorjahr hatte T-Systems Multimedia Solutions eine Auszeichnung in der Kategorie „Continuous Learning, Innovation and Improvement“ erhalten.
Ausgezeichnet wurde T-Systems Multimedia Solutions mehrfach mit dem Social Business Leader Award der ISG Information Services Group und dem iF Design Award.
Im Jahr 2017 gehörte das Unternehmen zu den Gewinnern des Outstanding Security Performance Awards.
Seit 2015 wurde das Unternehmen jährlich vom Wirtschaftsmagazin brand eins als bester Berater in der Kategorie „Unternehmensberater“ ausgezeichnet.
Mit der Nachhaltigkeitsplattform für Mobilitätsmanagement erhielt eine Nachhaltigkeitslösung der T-Systems MMS im Jahr 2021 die #GreenMagenta Auszeichnung der Telekom.
Indem T-Systems MMS eine künstliche Intelligenz mit einer weiblichen Gesangsstimme trainierte, war das Unternehmen 2022 maßgeblich an der weltweit ersten KI-Oper „chasing waterfalls“ beteiligt, die in der Semperoper Dresden aufgeführt wurde.
2022 wurde T-Systems MMS erstmalig in die Lünendonk-Liste der führenden Anbieter im Segment Digital Experience Services (DXS) sowie im Sub-Ranking der Unternehmen mit DXS als Kernbereich aufgenommen. Ebenfalls wurde die SmartSpaces-Lösung der T-Systems MMS 2022 mit dem #GreenMagenta Label der Telekom ausgezeichnet.
Die Telekom MMS gehört auch 2024 zum dritten Mal in Folge zu den Top 5 Prozent der beliebtesten Arbeitgeber auf kununu.
Das Unternehmen ist Mitglied im Bundesverband IT-Sicherheit e. V. (TeleTrusT).